# Dryocopus pileatus
El picamaderos norteamericano o pito crestado (Dryocopus pileatus  sin.: Hylatomus pileatus) es una especie de ave piciforme de la familia Picidae nativa de América del Norte. 
Habita en los bosques caducifolios del este de Norteamérica, los Grandes Lagos, los bosques boreales de Canadá y partes de la costa del Pacífico. Es el pájaro carpintero más grande de Estados Unidos, con excepción del peligro critico carpintero picomarfil